# 大山祇神社 (西会津町)

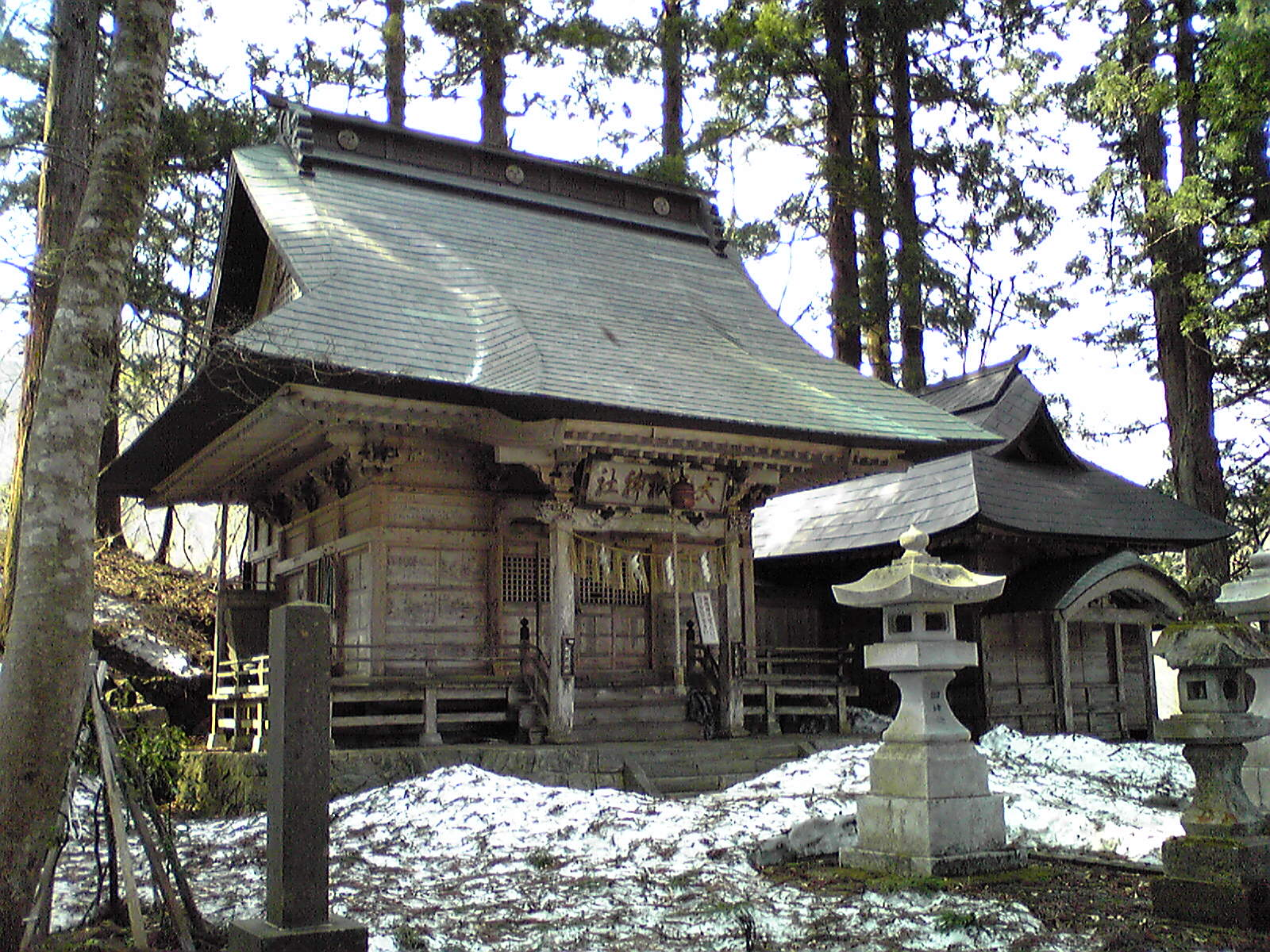
大山祇神社 御本社（奥宮）

大山祇神社（おおやまづみじんじゃ）は、福島県耶麻郡西会津町野沢にある神社である。「3年続けてお詣りすれば、なじょな（どんな）願いもききなさる」とされ、信仰を集める。
山全体が神域とされ、大久保集落に建つ遥拝殿（下宮）から御本社まで徒歩約1-2時間ほどの参道には滝や樹齢400年超の杉並木、202段の石段がある。この参道は「ふくしまの遊歩道50選」選定委員会推奨遊歩道に選定されている。御本社からさらに約40分ほど険しい山道を進むと奥の院があり、参拝には案内人を要する。この奥の院への道は30年以上にわたって閉鎖されていたが、2014年に開通した。
参拝者向けの銘菓として「大山まんじゅう」が90年以上にわたって販売されている。

## 祭神
- 大山祇命
- 岩長比売命
- 木花咲耶姫命

## 歴史
この神社は、社伝によれば778年（宝亀9年）に創建されたとされる。

## 文化財
- 西会津町指定天然記念物
  - 宇陀帰山大山祇神社参道杉並木と境内社木[5]

## 主な行事
- 6月中：大山まつり
- 旧暦9月9日・旧暦9月19日・旧暦9月29日：例大祭

## 交通アクセス
- JR野沢駅より西会津町デマンドバス（予約制）
- 6月の大山まつり期間中は同駅から予約不要の路線バスも運行される。

かつては大山まつりの臨時列車が多く運転されていた。

## 周辺
- 会津六詣出[7]
  - 会津ころり三観音
    - 如法寺（鳥追観音）
    - 弘安寺（中田観音）
    - 恵隆寺（立木観音）

  - 円蔵寺
  - 伊佐須美神社